# Glicole polietilenico
Il glicole polietilenico, o polietilenglicole (PEG), o ossido di polietilene (PEO), o poliossietilene (POE), è un polimero preparato per polimerizzazione dell'ossido di etilene; è il polietere che riveste la maggiore importanza commerciale per volumi di produzione e applicazioni.
La formula di struttura del glicole polietilenico è la seguente:
H-(O-CH2-CH2)n-OH

## Sintesi
La sintesi di questo polimero consiste in una poliaddizione, che può essere sia acido catalizzata (con acidi protici o di Lewis) o cationica sia, preferibilmente (onde evitare problemi di trasposizioni carbocationiche), base catalizzata o anionica.

## Classificazione e proprietà
Sebbene le sigle PEG, PEO e POE siano equivalenti in chimica (riferendosi tutte e tre al glicole polietilenico), storicamente tali sigle si utilizzano per riferirsi a miscele polimeriche di glicole polietilenico aventi pesi molecolari medi differenti:
- POE: peso molecolare medio minore di 20.000 g/mol;
- PEG: peso molecolare medio di 20.000 g/mol;
- PEO: peso molecolare medio maggiore di 20.000 g/mol.

In genere il glicole polietilenico presenta valori del peso molecolare medio compresi tra 300 e 10.000.000 g/mol.
Le proprietà fisiche del glicole polietilenico (come ad esempio la viscosità) variano in base alla lunghezza media delle macromolecole, ovvero al numero medio n di unità ripetitive, mentre le proprietà chimiche rimangono pressoché inalterate.
Per valori di n bassi il glicole polietilenico è liquido, mentre al crescere di n acquista invece l'aspetto di un solido ceroso dal punto di fusione relativamente basso.
Il glicole polietilenico è solubile in acqua, metanolo, benzene, diclorometano, mentre è insolubile in etere dietilico ed esano.
Viene combinato con molecole idrofobiche per produrre tensioattivi non ionici.
Il punto di fusione dei PEG solidi è attorno a 68 °C.

### Utilizzi in biologia
Utilizzando il PEG si può indurre l'unione di due cellule a formarne una con due nuclei (i due nuclei provenienti dalle rispettive cellule di partenza); solitamente si usa questa tecnica per ricavare anticorpi monoclonali unendo plasmacellule (linfociti B attivi nella produzione di anticorpi) e cellule del mieloma (cellule tumorali) per ottenere una cellula detta ibridoma.
Il PEG in medicina viene chiamato macrogol, di questa molecola esistono in commercio 2 varianti di pesi molecolari, clinicamente equivalenti (3350 e 4000); entrambe formulate con o senza elettroliti aggiunti. Viene usato nel trattamento della stipsi dell'adulto e del bambino e nelle preparazioni intestinali prima di una colonscopia diagnostica.

### Usi in campo farmaceutico
L'assenza di tossicità del PEG ne permette l'uso in campo farmaceutico e, in particolare, nella preparazione di formulazioni farmaceutiche parenterali, topiche, oftalmiche, orali e rettali.
- unguenti: sono utilizzati come basi idrofile per unguenti data la loro stabilità, idrofilia e mancanza di effetti irritanti per la pelle.
- emulsioni: le soluzioni acquose dei PEG sono utilizzate come agenti sospendenti o come viscosizzanti nella preparazione di emulsioni.
- formulazioni parenterali: vengono utilizzati in concentrazioni fino al 30% v/v (si utilizzano PEG liquidi, quindi PEG300/400) per la preparazione di veicoli per formulazioni parenterali.
- granulazioni termoplastiche: quando vengono usate per questo tipo di formulazione la miscela da granulare viene polverizzata e miscelata a caldo (75 °C) con PEG6000 al 15% v/v. In seguito alla miscelazione la massa diventa simile a una pasta e in seguito ad agitazione e contemporaneo raffreddamento si ottiene la granulazione.
- compresse: vengono utilizzati a questo scopo per le loro proprietà plasticizzanti, infatti unite ai polimeri utilizzati per la produzione di film per compresse possono aumentare le proprietà plastiche del film di rivestimento della compressa. La presenza di PEG liquidi nel film riduce però le proprietà gastroresistenti del film stesso.

Nel campo soprattutto delle biotecnologie farmaceutiche, la PEGilazione si configura come la modifica di proteine per migliorarne l'emivita e diminuire il rischio di immunogenicità.

### Utilizzi nel campo del restauro
Il PEG è stato utilizzato sin dagli anni sessanta del Novecento come consolidante per reperti lignei archeologici ritrovati sott'acqua o in ambienti umidi. Il primo reperto ligneo di grandi dimensioni a essere consolidato mediante impregnazione con il PEG è stato il Vasa, vascello conservato presso l'omonimo museo, costruito a Stoccolma proprio per ospitarlo. Il PEG è ancora oggi uno dei materiali di impiego più diffuso per il consolidamento di legni archeologici bagnati, nonostante siano stati identificati diversi problemi legati alla sua applicazione, soprattutto quando all'interno del legno sono presenti elementi metallici, la cui corrosione è facilitata dal fatto che il PEG si comporta come un conduttore di elettricità anche allo stato solido.